# 김복만 (무술가)
김복만(金福萬, 1934년 12월 3일 ~ 2021년 8월 14일) 11단은 1950년대와 1960년대 동남아시아, 특히 베트남, 인도네시아, 필리핀, 말레이시아, 싱가포르, 홍콩에서의 태권도 초기 개척자였다. 1941년 7세의 나이로 한국 무예 택견으로 무술 수련을 시작했다. 한국군 하사 시절 그는 최홍희 주한대사의 부름을 받아 말레이시아 정부 당원들에게 태권도를 가르치고 이후 태권도, 특히 일부 최홍희가 창안한 태권도와 천근 태권도라는 또 다른 무술을 개발했다.
김복만은 2021년 8월 14일 향년 86세로 사망했다.